# Vicente Cayetano Rodríguez
Vicente Cayetano Rodríguez nacido el 28 de abril de 1950 en la ciudad de Bahia Blanca Provincia de Buenos Aires es un entrenador argentino. Fue auxiliar técnico de César Luis Menotti durante la Copa Mundial de Fútbol de 1978 y entrenador de la Selección de fútbol de México, en una ocasión, el 7 de octubre de 1992 en un partido amistoso en Estados Unidos contra El Salvador que terminó ganando 2-0. Previamente había dirigido a la Selección de fútbol sub-23 de México en los Juegos Olímpicos de Barcelona 1992 (eliminado en primera fase). También dirigió a la selección haitiana, sucediendo en el cargo a su compatriota Jorge Castelli en septiembre de 2002.
Ha sido entrenador del América de la Primera División de México en 1987, club con el que ganó la Copa de Campeones de la Concacaf 1987. También fue director técnico del Club Atlético Banfield de la Primera división argentina en 1995. Dirigió brevemente a Racing Club durante su estadía en la Primera B argentina.
Rodríguez fue también director técnico de los equipos de la Universidad Nacional del Sur (Argentina) que lograron el Campeonato Nacional Universitario disputado en Rosario en 1974 y el Campeonato Sudamericano Universitario jugado en Maldonado (Uruguay) en 1975.
Vicente Cayetano Rodríguez ha tenido una dilatada carrera en la tercera división del fútbol argentino en los años '70 y '80. En 1983 dirigió a Rosario Central por recomendación de César Menotti. También se ha destacado como director técnico alterno de River Plate (1988-1989) e Independiente (1996-1999) acompañando a Menotti en ambos clubes y Mamelodi Sundowns (2005) de la Primera división de Sudáfrica y la Universidad de San Martín de Porres (2012) de la Primera División del Perú, como ayudante de Ángel Cappa en los dos últimos clubes.

## Palmarés

### Como entrenador

#### Campeonatos internacionales
| Título                           | Equipo  | Año  |
| -------------------------------- | ------- | ---- |
| Copa de Campeones de la Concacaf | América | 1987 |